# Libethra tibialis
Libethra tibialis är en insektsart som beskrevs av Brunner von Wattenwyl 1907. Libethra tibialis ingår i släktet Libethra och familjen Diapheromeridae. Inga underarter finns listade i Catalogue of Life.